# دائرة تينركوك
دائرة تينركوك هي إحدى دوائر ولاية تيميمون الجزائرية. تضم الدائرة بلديتين هما:
- تينركوك
- قصر قدور